# 야코블레프
야코블레프(Yakovlev)는 러시아의 항공기 제작 업체이다. 1934년 설립되었다.

## 개발항공기
- 야코블레프 UT-1
- 야코블레프 Yak-130
- 야코블레프 Yak-141
- 야코블레프 Yak-15
- 야코블레프 Yak-4
- 야코블레프 Yak-7
- 야코블레프 Yak-9
- 야코블레프 Yak-40
- 야코블레프 Yak-42